# 顧福
顧福（1440年—？），字天錫，北直隸大興縣籍，南直隸吳縣人，明朝政治人物。進士出身。

## 生平
順天府鄉試第六十五名。成化二年（1466年）丙戌科會試第一百七十三名，殿試登進士第三甲第三十二名。历官刑部署员外郎，十二年六月録囚河南，升刑部郎中，十五年六月审理湖州知府李雄贪污案，因擬刑不一，贬永州府同知。弘治元年（1488年）升任吉安府知府，八年七月升河南布政司右参政，南阳抚民。十二年正月考察去职。

## 家族
曾祖父顧仁達。祖父顧忠。父亲顧賢，曾任封光祿寺署丞。